# Dieciocho de Marzo, Michoacán de Ocampo
Dieciocho de Marzo är en ort i Mexiko.   Den ligger i kommunen Los Reyes och delstaten Michoacán de Ocampo, i den södra delen av landet, 300 km väster om huvudstaden Mexico City. Dieciocho de Marzo ligger 2 028 meter över havet och antalet invånare är 105.
Terrängen runt Dieciocho de Marzo är lite bergig. Runt Dieciocho de Marzo är det ganska tätbefolkat, med 192 invånare per kvadratkilometer. Närmaste större samhälle är Peribán de Ramos, 11,7 km sydväst om Dieciocho de Marzo. I omgivningarna runt Dieciocho de Marzo växer i huvudsak blandskog.